# Camptandra gracillima
Camptandra gracillima là một loài thực vật có hoa trong họ Gừng. Loài này được Karl Moritz Schumann mô tả khoa học đầu tiên năm 1904 dưới danh pháp Kaempferia gracillima. Năm 1918, Theodoric Valeton chuyển nó sang chi Camptandra. Trong Checklist of the Zingiberaceae of Malesia 2004, Newman et al. coi nó là đồng nghĩa của Camptandra parvula var. angustifolia Ridl., 1899.

## Phân bố
Loài này được tìm thấy ở cao độ khoảng 100 m trên đá gần Selebut, Sarawak, Malaysia. Mẫu vật điển hình: G.D. Haviland 448 do George Darby Haviland (1857-1901) thu thập năm 1892.